# Гаргано, Вальтер
Ва́льтер Алеха́ндро Гарга́но Гева́ра (исп. Walter Alejandro Gargano Guevara; 23 июля 1984, Пайсанду) — уругвайский футболист, игравший на позиции полузащитника. Выступал в сборной Уругвая. Обладатель Кубка Америки 2011 года, полуфиналист чемпионата мира 2010 года.

## Клубная карьера
Вальтер Гаргано начал карьеру в клубе «Данубио», где он играл с 2003 по 2007 год. За этот период он выиграл два чемпионата страны, вписав своё имя золотыми буквами в историю трёхкратного чемпиона Уругвая клуба «Данубио».
В 2007 году был продан итальянскому «Наполи» за 2 млн фунтов.
В сезоне 2010/11 у Гаргано случился конфликт с главным тренером «Наполи», Вальтером Маццарри, из-за чего по окончании сезона клуб принял решение продать футболиста. Однако конфликт был улажен, и Гаргано продолжил свои выступления в футболке неаполитанской команды. В 2012 году уругваец вместе с остальными футболистами клуба стал обладателем Кубка Италии, хотя участия в финальной игре не принимал в связи с дисквалификацией.
В 2012 году перешёл в «Интернационале» на правах годичной аренды с возможным правом выкупа за 5 млн евро. В конце сезона 2012/13 вернулся в неаполитанский клуб.
1 сентября 2013 года перешёл «Парму» на правах аренды до конца сезона 2013/14 с возможным правом выкупа.
В 2015—2017 годах выступал за мексиканский «Монтеррей». В 2016 году стал участником символической сборной Клаусуры чемпионата Мексики.
23 июля 2017 года перешёл в «Пеньяроль».

## Карьера в сборной
В сборной Уругвая Гаргано дебютировал 29 декабря 2005 года в неофициальном матче против сборной Галисии. Официальный дебют состоялся 30 мая 2006 года в матче против сборной Ливии на Кубке LG (победа 2:1). Гаргано принял участие в Кубке Америки 2007 года в составе национальной сборной.
В последующие несколько лет Гаргано в основном был игроком замены, поскольку на чемпионате мира 2010 года (где уругвайцы заняли четвёртое место) и победном Кубке Америки 2011 Оскар Табарес в линии полузащиты доверял паре опорников Диего Перес — Эхидио Аревало Риос. Однако в ряде случаев Гаргано становился игроком основы. В товарищеском матче против сборной Германии 29 мая 2011 года он забил единственный гол уругвайцев (Германия выиграла со счётом 2:1) и был признан лучшим игроком в составе гостей.
В 2013 году Вальтер Гаргано стал лучшим ассистентом Кубка конфедераций в Бразилии. Уругваец записал на свой счёт три голевые передачи, а «селесте» заняла четвёртое место на турнире. Гаргано завершил выступления за сборную по окончании чемпионата мира 2014 года.

## Личная жизнь
Женат на Микаеле Гамшик, сестре Марека Гамшика, с которым также играл за «Наполи». У пары есть сын Матиас, родившийся 7 мая 2010 года. Спустя почти два года на свет появился ещё один сын, которого назвали Тьяго. В 2017 году родился третий сын Лео.

## Достижения
- Чемпион Уругвая (4): 2004, 2006/07, 2017, 2018
- Обладатель Суперкубка Уругвая: 2018
- Обладатель Кубка Италии: 2012
- Обладатель Суперкубка Италии: 2014
- Обладатель Кубка Америки: 2011
- Участник символической сборной чемпионата Мексики (1): 2016 (Клаусура)
- Полуфиналист чемпионата мира: 2010
- Лучший ассистент Кубка конфедераций: 2013 (3 голевых паса)